# 왕과 나 (뮤지컬)

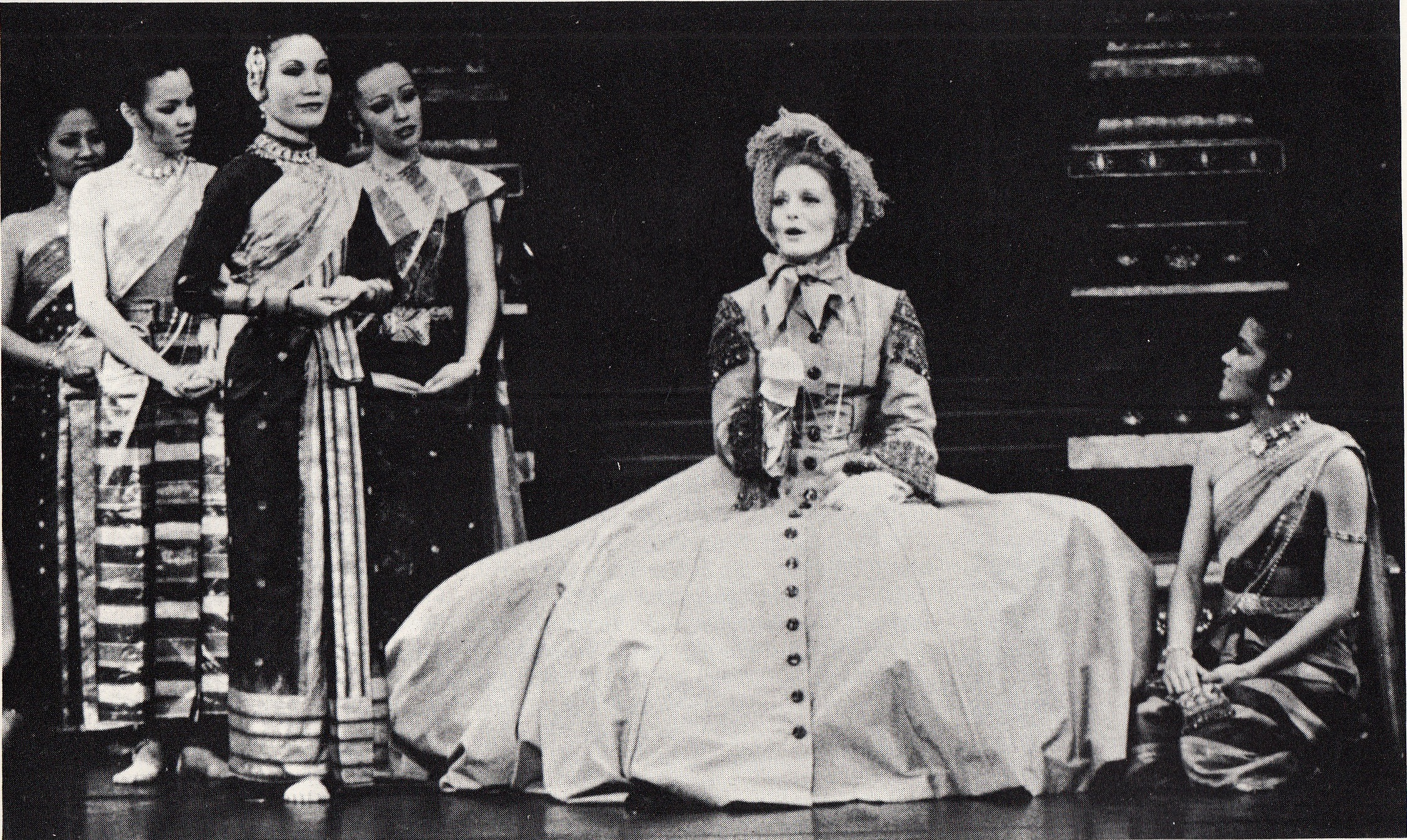

《왕과 나》(The King and I)는 1951년에 초연한 뮤지컬 작품으로서 마가렛 랜든이 1944년에 발표한 소설《애나와 시암의 왕》(Anna and the King of Siam)을 원작으로 하였다. 이 작품은 1956년 율 브리너, 데버러 카가 주연한 동명의 영화로도 만들어졌다.
19세기 타이의 왕 라마 4세의 왕태자(훗날 라마 5세가 된다)의 교사로서 고용된 영국 부인 안나 레오노웬즈가, 문화 차이로 고민하면서도, 차츰 이해를 넓혀가는 과정을 그린 작품이다.